# キム・オーデン
キム・オーデンとして知られるキンバリー・オーデン（Kimberley Yvette "Kim" Oden、女性、1964年5月6日 - ）は、アメリカ合衆国の元バレーボール選手。元アメリカ合衆国代表。バルセロナオリンピック銅メダリスト。

## 来歴
アラバマ州バーミングハム出身。スタンフォード大学では公共政策を専攻し、1986年に卒業。
卒業後はアメリカ合衆国代表として、1986年から1992年、1994年までプレーし、この間ソウルオリンピック（1988年）及びバルセロナオリンピック（1992年）には主将を務めた。
ソウルオリンピックでは高スパイク決定率をマークして、ベストヒッター賞に選出され、バルセロナオリンピックでは、合衆国代表を銅メダルへと導いた。
キムはカリフォルニア州マウンテンビューにある聖フランシス高校（英語版）で4年間監督を務めた。その間、高校チームは100勝34敗という好成績で幾度となくカリフォルニア州中部地域の決勝戦に進出を果たした。現在は同校でガイダンス担当理事を務めており、時折スタンフォード大学の試合解説も行っている。
キムは妹のエレーナ、ビバリーとともにアメリカ合衆国代表のオーデン三姉妹として知られる。

## 受賞歴
- オールアメリカン（3回）
- 学生年間優秀選手（1984年、1985年）
- ホンダ・ブロデリック賞（1985年）
- Pac-10カンファレンス 年間最優秀選手（1983年、1984年、1985年）
- 1988年 - ソウルオリンピック ベストヒッター賞
- AVCA（全米バレーボールコーチ協会）1980代を代表する選手賞（1990年）
- 1試合最多ブロック本数 16本
- 1995年 - MVP（4人制ビーチバレー）